# Lwowska Izba Rolnicza
Lwowska Izba Rolnicza – jednostka samorządu gospodarczego rolnictwa a jednocześnie osoba publiczno-prawna, ustanowiona w celu zorganizowania zawodu rolniczego oraz w dziedzinie działalności rolnictwa. Pojęcie rolnictwo obejmowało – oprócz właściwego rolnictwa - również leśnictwo, ogrodnictwo, hodowlę zwierząt i ryb oraz inne gałęzie wytwórcze związane z gospodarstwem rolnym.

## Powołanie Izby
Na podstawie rozporządzenie Rady Ministrów z 1933 r. o utworzeniu izb rolniczych z siedzibami w Białymstoku, Kielcach, Lublinie, Lwowie, Łodzi, Łucku i Wilnie oraz o ustaleniu okręgów działalności tych izb ustanowiono Lwowską Izbę Rolniczą. Rozporządzeniem Ministra Rolnictwa i Reform Rolnych z 1933 r. o nadano jej statut. Powołanie izby pozostawało w ścisłym związku z rozporządzenie Prezydenta RP z 1928 r. o izbach rolniczych, które zostało znowelizowane w 1932 r. Obwieszczeniem Ministra Rolnictwa i Reform Rolnych z 1932 r. ogłoszono jednolity tekst rozporządzenia Prezydenta RP o izbach rolniczych.
W okresie międzywojennym przez okres dziesięciu lat (1918-1928) na terenie kraju funkcjonowały trzy izby rolnicze, wyłącznie na terenie byłego zaboru pruskiego, w tym Wielkopolska Izba Rolnicza powołana w 1919 r., Pomorska Izba Rolnicza w 1922 r. oraz Śląska Izba Rolnicza w 1923 r. Przy nadawaniu statutów izbom wzorowano się na przykładzie pruskiej izby rolniczej z 1894 r.
Na podstawie rozporządzenia Prezydenta RP mającego moc ustawy o izbach rolniczych z 1928 r. rozpoczęto proces powoływanie izb rolniczych w pozostałych województwach. W 1929 r. zorganizowano jedną Izbę rolnicza – Warszawską Izbę Rolniczą. Dopiero niezbędne regulacje prawne z 1932 r.pozwoliły na poszerzenie liczby izb rolniczych. O utworzeniu izby rolniczej, o jej siedzibie i granicach okręgu decydowało rozporządzenie Rada Ministrów na wniosek Ministra Rolnictwa i Reform Rolnych. Każda izba rolnicza posiadała odrębnego postanowienia prawne rangi rozporządzenia Rady Ministrów, natomiast statuty nadawał Minister Rolnictwa i Reform Rolnych.
Na terenach Polski wschodniej nie wszystkie środowiska rolnicze były przekonane do idei izb rolniczych. Były to województwa o charakterze wielonarodowym, w których najpóźniej nastąpiło uwłaszczenie chłopów a przy tym funkcjonujących w pewnej izolacji etnicznej i religijnej. Izby wymagały współpracy i wyłonienia przedstawicieli, co w środowiskach zantagonizowanym nastręczało trudności.
W regulacjach prawnych z 1932 r. przyjęto, że okręgiem działalności izby rolniczej był obszar jednego województwa. Jednocześnie w przypadkach uzasadnionych szczególnymi względami gospodarczymi okrąg izby rolniczej mógł być mniejszy albo większy od obszaru jednego województwa. Korzystając z możliwości rozszerzenia obszaru działania zawartych w ustawie z 1932 r. powołano Lwowską Izbę Rolnicza, która oprócz woj. lwowskiego, dodatkowo obejmowała dwa województwa tj. stanisławowski i tarnopolski.

## Zadania Izby
Do zadań izb rolniczych należało:
- przedstawicielstwo i obrona interesów rolnictwa,
- samodzielne przedsiębranie - w granicach obowiązujących przepisów prawa - środków w zakresie wszechstronnego popierania rolnictwa,
- wykonywanie czynności powierzanych izbom rolniczym przez ustawy ł rozporządzenia oraz współdziałanie z władzami rządowymi i samorządowymi we wszelkich sprawach dotyczących rolnictwa, w szczególności zaś przy wykonywaniu przez te władze nadzoru nad działalnością powiatowych samorządów terytorialnych i zapewnianiu jednolitości prowadzonej przez te samorządy akcji w dziedzinie rolnictwa.

W urzeczywistnianiu przedstawicielstwa i obrony interesów rolnictwa izby rolnicze miały na celu:
- występowanie do władz rządowych i samorządowych z wnioskami o ogólnych potrzebach rolnictwa oraz o potrzebach rolnictwa ich okręgów,
- wydawanie opinie w sprawach dotyczących rolnictwa, w szczególności zaś opinie o projektach ustaw i rozporządzeń z zakresu rolnictwa oraz innych dziedzin, mających znaczenie dla rolnictwa,
- delegowania swoich przedstawicieli do istniejących przy władzach rządowych organów doradczych,
- wyznaczania na żądanie właściwych władz lub osób zainteresowanych rzeczoznawców do wydawania opinii, stwierdzania stanu faktycznego oraz innych działań, wymagających wiarogodności i znajomości rzeczy w sprawach dotyczących rolnictwa,
- składania Ministrowi Rolnictwa i Reform Rolnych sprawozdania o stanie rolnictwa w ich okręgach.

## Samodzielne popieranie rolnictwa
W zakresie samodzielnego popierania rolnictwa do zadań izb rolniczych w szczególności należało:
- zakładanie i utrzymywanie szkół rolniczych oraz szerzenie oświaty rolniczej pozaszkolnej,
- organizowanie doświadczalnictwa we wszystkich gałęziach produkcji rolnej,
- organizowanie wystaw i pokazów rolniczych,
- udzielanie porad i pomocy fachowej w sprawach rolnictwa,
- organizowanie rachunkowości gospodarstw rolnych,
- organizowanie melioracji rolnych,
- organizowanie hodowli, w szczególności kwalifikowanie gospodarskich zwierząt zarodowych i prowadzenie ksiąg tych zwierząt, wykonywanie kontroli gospodarstw hodowlanych oraz produktów hodowli,
- kwalifikowanie nasion i ziemiopłodów wprowadzanych do obrotu handlowego jako materiał uszlachetniony,
- organizowanie akcji ochrony roślin przed chorobami roślin i ich szkodnikami oraz akcji tępienia chwastów,
- współdziałanie w zaspakajaniu potrzeb rolnictwa w zakresie nawozów sztucznych, nasion, pasz, maszyn rolniczych, inwentarza żywego i innych środków produkcji rolnej,
- organizowanie lecznictwa zwierząt domowych,
- organizowanie gospodarstw leśnych w lasach niestanowiących własności Państwa oraz zalesień nieużytków,
- organizowanie ochrony rolnictwa przed klęskami elementarnymi oraz pomocy dla gospodarstw przez klęski te nawiedzonych,
- badanie opłacalności poszczególnych gałęzi produkcji rolnej i określanie istotnych kosztów produkcji,
- współdziałanie w zaspakajaniu potrzeb rolnictwa w zakresie kredytu,
- współdziałanie w sprawie organizacji zbytu produktów rolnych oraz przy ustalaniu cen tych produktów, w szczególności na giełdach i targach,
- zbieranie danych statystycznych, dotyczących rolnictwa,
- opieka nad gospodarstwami, powstałem z przebudowy ustroju rolnego,
- współdziałanie w organizowaniu ubezpieczeń w rolnictwie,
- opieka nad spółkami wodnymi, pastwiskowymi i leśnymi.

## Organy Izby
Organami izby rolniczej były:
- rada izby,
- zarząd izby,
- prezes izby.

## Wybór radców w okręgach wyborczych
Do rady izby wybierano osoby przez zgromadzenia wyborcze, bez różnicy płci, które przy braku przeszkód, czyniących zadość następującym warunkom:
- ukończyły 30 lat,
- byli właścicielami, dzierżawcami (użytkownikami) lub kierownikami założonych w okręgu izby gospodarstw rolnych,
- pracowali w okręgu izby w dziedzinie rolnictwa i posiadali wykształcenie wyższe lub wykształcenie rolnicze co najmniej średnie.

## Okręgi wyborcze z 1933 r.
Dla przeprowadzenia wyborów radców ustanowiono 17 następujących okręgów wyborczych:
- I – rzeszowski, kolbuszowski, krośnieński, brzozowski,
- II – łańcucki, przeworski, niżański, tarnobrzeski,
- III – przemyski, dobromilski, liski, sanocki,
- IV – jarosławski, lubaczowski,
- V – gródecki, mościski, jaworowski, rudecki,
- VI – samborski, turczański, drohobycki,
- VII – rawski, sokalski, żółkiewski,
- VIII – lwowski, bobrecki, Lwów,
- IX – tarnopolski, skałacki, zbaraski,
- X – kamionecki, brodzki, radziechowski,
- XI – złoczowski, przemyślański, zborowski,
- XII – podhajecki, brzeżański, buczacki,
- XIII – kopyczyniecki, czortkowski, trembowelski,
- XIV – zaleszczycki, borszczowski,
- XV – kołomyjski, horodeński, śniałyński, koszowski,
- XVI – stanisławowski, tłumacki, nadwórniaski, kałuski,
- XVII – stryjski, rohatyński, doliński, żydaczowski.

## Zmiany w Izbie z 1939 r.
Na podstawie zarządzenia Ministra Rolnictwa i Reform Rolnych z 1939 r. o zmianie statutu Lwowskiej Izby Rolniczej obszarem działalności Izby uczyniono woj. lwowskie. Ustalono następujące 13 okręgów wyborczych:
- I – lwowski, bóbrecki, Lwów,
- II – sokalski, żółkiewski,
- III – jarosławski, jaworowski,
- IV – rawski, lubaczowski,
- V – mościski, gródecki,
- VI – dobromilski, przemyski, Przemyśl,
- VII – drohobycki, turczański, Drohobycz, Borysław,
- VIII – leski, sanocki,
- IX – brzozowski, krośnieński,
- X – rzeszowski, Rzeszów, kolbuszowski,
- XI – rudecki, samborski,
- XII – łańcucki, przeworski,
- XIII – tarnobrzeski, niżański.

## Powołanie izb w Stanisławowie i Tarnopolu w 1939 r.
Na podstawie rozporządzenie Rady Ministrów z 1939 r. o utworzeniu izb rolniczych z siedzibami w Stanisławowie i Tarnopolu oraz o ustaleniu okręgów działalności tych izb powołano dwie odrębne izby obejmujących obszar woj. stanisławowskiego i woj. tarnopolskiego.

## Nadanie statuty izbie w Tarnopolu w 1939 r.
Na podstawie zarządzenia Ministra Rolnictwa i Reform Rolnych z 1939 r. o nadaniu statutu izbie rolniczej z siedzibą w Tarnopolu ustanowiono statut.
Ustalono następujące 12 okręgów wyborczych:
- I – kamionecki, radziechowski,
- II – złoczowski,
- III – zborowski, brodzki,
- IV – brzeżański, przemyślański,
- V – podhajecki,
- VI – tarnopolski, Tarnopol,
- VII – skałacki, zbaraski,
- VIII – trembowalski,
- IX – kopyczyniecki, czortkowski,
- X – borszczowski,
- XI – buczacki,
- XII – zaleszczycki.